# Björn Anlert
Björn Evert Anlert, ursprungligen Andersson, född 9 maj 1934 på Södermalm i Stockholm, död 1 september 2018 i Ekerö distrikt, var en svensk fotbollsspelare och fotbollstränare.
Anlert var verksam främst i AIK där han spelade 1947–1960. Han debuterade i Allsvenskan den 22 augusti 1954 i en 1–1-match mot Hälsingborgs IF. Hans tvillingbror Bengt Anlert var även han spelare i AIK. Anlert gick därefter till IFK Stockholm där han spelade 1961–1962. Han återvände sen till AIK där det blev spel 1963–1966. Anlert spelade en landslagsmatch, mot Ungern, 27 oktober 1963.
År 1967 flyttade Anlert till Ekerö IK, där det blev sju år som spelande tränare. Han är gravsatt i minneslunden på Ekerö kyrkogård.